# Caseneuve
 Caseneuve  es una población y comuna francesa, en la región de Provenza-Alpes-Costa Azul, departamento de Vaucluse, en el distrito de Apt y cantón de Apt.
Está integrada en la Communauté de communes du Pays d'Apt.

## Demografía
| 176 | 217 | 206 | 242 | 313 | 355 |
| Para los censos de 1962 a 1999 la población legal corresponde a la población sin duplicidades (Fuente: INSEE [Consultar]) |     |     |     |     |     |